# HD213924
HD213924 — хімічно пекулярна зоря спектрального класу A0, що має видиму зоряну величину в смузі V приблизно  9,8.
Вона  розташована на відстані близько 6794,9 світлових років від Сонця.